# 인치케이프

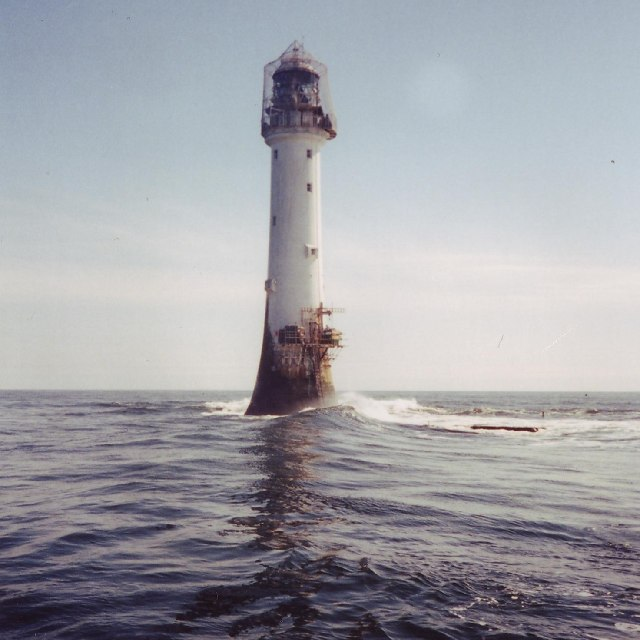
벨록 등대

인치케이프(Inchcape) 또는 벨록(Bell Rock)은 스코틀랜드 앵거스 동해안에서 약 18km 떨어진 던디와 파이프 근처의 벨록 등대(Bell Rock Lighthouse)가 차지하고 있는 암초이다. '인치케이프'라는 이름은 "벌집 섬"을 의미하는 스코틀랜드 게일어 "Innis Sgeap"에서 유래했는데, 암초의 모양을 옛 스타일의 스켑(skep) 벌집과 비견되었을 것으로 추정된다. 전설에 따르면(민간어원에 따르면) '벨록'이라는 대체 이름은 14세기에 아브로스(Arbroath) 수도원장("Aberbrothock")이 암초에 경고 종(warning bell)을 설치하려는 시도에서 유래되었다. 이 종은 1년 후 바위 위에서 죽은 네덜란드 해적에 의해 제거되었다. 이 이야기는 로버트 사우디의 시 "The Inchcape Rock"(1802)에 불멸의 이야기로 남아 있다.